# Sangyuan (köping i Kina, Sichuan)
Sangyuan (kinesiska: 桑园镇, 桑园) är en köping i Kina. Den ligger i provinsen Sichuan, i den sydvästra delen av landet, omkring 61 kilometer väster om provinshuvudstaden Chengdu. Antalet invånare är 24 749. Befolkningen består av 12 500 kvinnor och 12 249 män. Barn under 15 år utgör 11,0 %, vuxna 15-64 år 76 %, och äldre över 65 år 11,0 %.
Genomsnittlig årsnederbörd är 1 367 millimeter. Den regnigaste månaden är juli, med i genomsnitt 383 mm nederbörd, och den torraste är januari, med 12 mm nederbörd.